# مهرجان تالوين الدولي للزعفران
مهرجان تالوين الدولي للزعفران (بالأمازيغية : أنموكار أمادال ن زعفران) هو مهرجان دولي سنوي، يقام في شهر نوفمبر من كل سنة في مدينة تالوين المغربية احتفالا بإنتاج الزعفران الذي تشتهر به المدينة ويعد أحد أساسيات المطبخ المغربي، ويتخلل المهرجان أمسيات ثقافية وفنية ورياضية بشراكة مع وزارة الفلاحة والصيد البحري وفعاليات المجتمع المدني المحلية وبلدية تالوين.
تُلقب مدينة تالوين المغربية بعاصمة الذهب الأحمر، وتعد زراعته أهم اقتصاد زراعي في المنطقة يساهم في تشغيل نسبة كبيرة من اليد العاملة للساكنة المحلية، لذلك باتت زراعته والتجارة فيه مكسبا يدر دخلاً مهما للقاطنة حيث تتوفر المنطقة على العديد من الجمعيات والتعاونيات المتخصصة في إنتاج وتسويق الزعفران والمنتوجات التقليدية المختلفة.